# Vejte község
Vejte község (románul: Comuna Voiteg) község Temes megyében, Romániában. Központja Vejte, hozzá tartozik Fólya.

## Népessége
A 2011-es népszámlálás adatai alapján a község népessége 2437 fő volt.